# The Fight Song
The Fight Song – drugi singel promujący czwarty studyjny album zespołu Marilyn Manson pt. Holy Wood (In the Shadow of the Valley of Death).
Zawarty w tekście utworu cytat "The death of one is a tragedy, the death of million is just a statistic" (pol. śmierć jednostki to tragedia, śmierć milionów to tylko statystyka) zapożyczony został z noweli Ericha Marii Remarque'a pt. Czarny obelisk.